# Altslawische Menäen

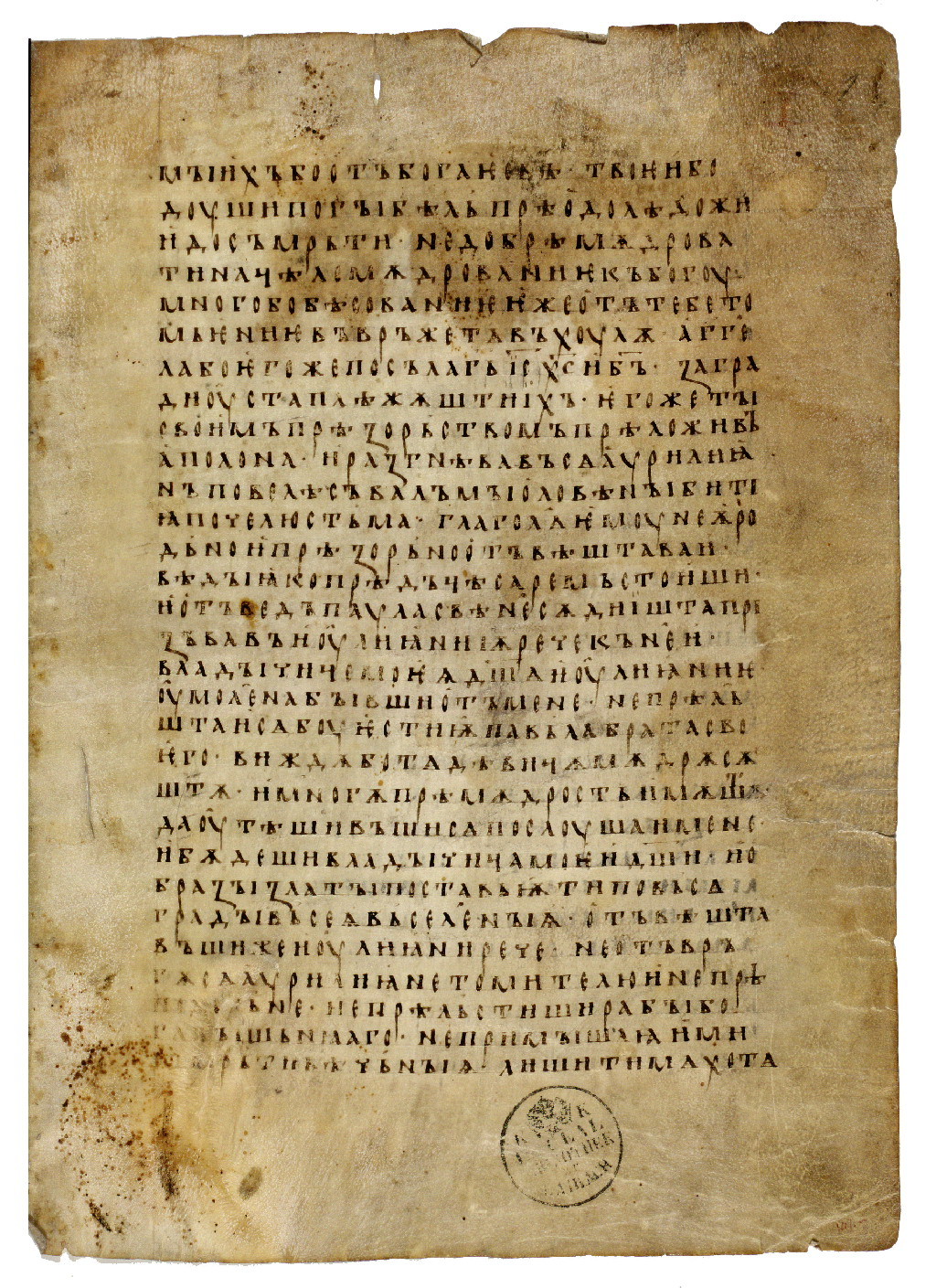
Codex Suprasliensis

Altslawische Menäen sind Handschriften in altkirchenslawischer Sprache in kyrillischer Schrift. 
Sie enthalten liturgische Texte für die Tage des Kirchenjahres, jeweils für einen Monat zusammengefasst.
Die ältesten erhaltenen slawischen Menäen sind
| Bezeichnung         | Entstehungszeit         | Entstehungsort     | Monat     | Fundort                             | Anmerkungen                                                                        | Archiv |
| Codex Suprasliensis | Mitte 11. Jahrhundert   | Bulgarisches Reich | März      | Supraśl, Kloster Mariä Verkündigung | 285 Blätter, umfangreichste erhaltene altslawische Handschrift, Weltdokumentenerbe | Warschau, Nationalbibliothek, BN BOZ 201, Ljubljana, National- und Universitätsbibliothek, Cod. Kop. 2, St. Petersburg, Russische Nationalbibliothek, Q. perg. I. 72 |
| Menäon September    | 26. März 1096 (beendet) | Nowgorod?          | September | Nowgorod, Lasarew-Kloster           | 176 Blätter                                                                        | Moskau, Russisches Staatsarchiv für alte Dokumente, ф. 381 (Син. тип.), Nr. 84                                                                                       |
| Menäon Oktober      | 1096                    | Nowgorod?          | Oktober   | Nowgorod                            | 127 Blätter                                                                        | Moskau, Russisches Staatsarchiv für alte Dokumente, ф. 381 (Син. тип.), Nr. 89                                                                                       |
| Menäon November     | 1097                    | Nowgorod?          | November  | Nowgorod                            | 174 Blätter                                                                        | Moskau, Russisches Staatsarchiv für alte Dokumente |
| Putjatina-Menäon    | 11. Jahrhundert         | Nowgorod?          | Mai       | Nowgorod                            | 135 Blätter                                                                        | St. Petersburg, Russische Nationalbibliothek, Соф.202 |
| Menäon April        | 11./12. Jahrhundert     | Nowgorod?          | April     |                                     | 110 Blätter                                                                        | Moskau, Russisches Staatsarchiv für alte Dokumente |